# Transavia.com Denmark

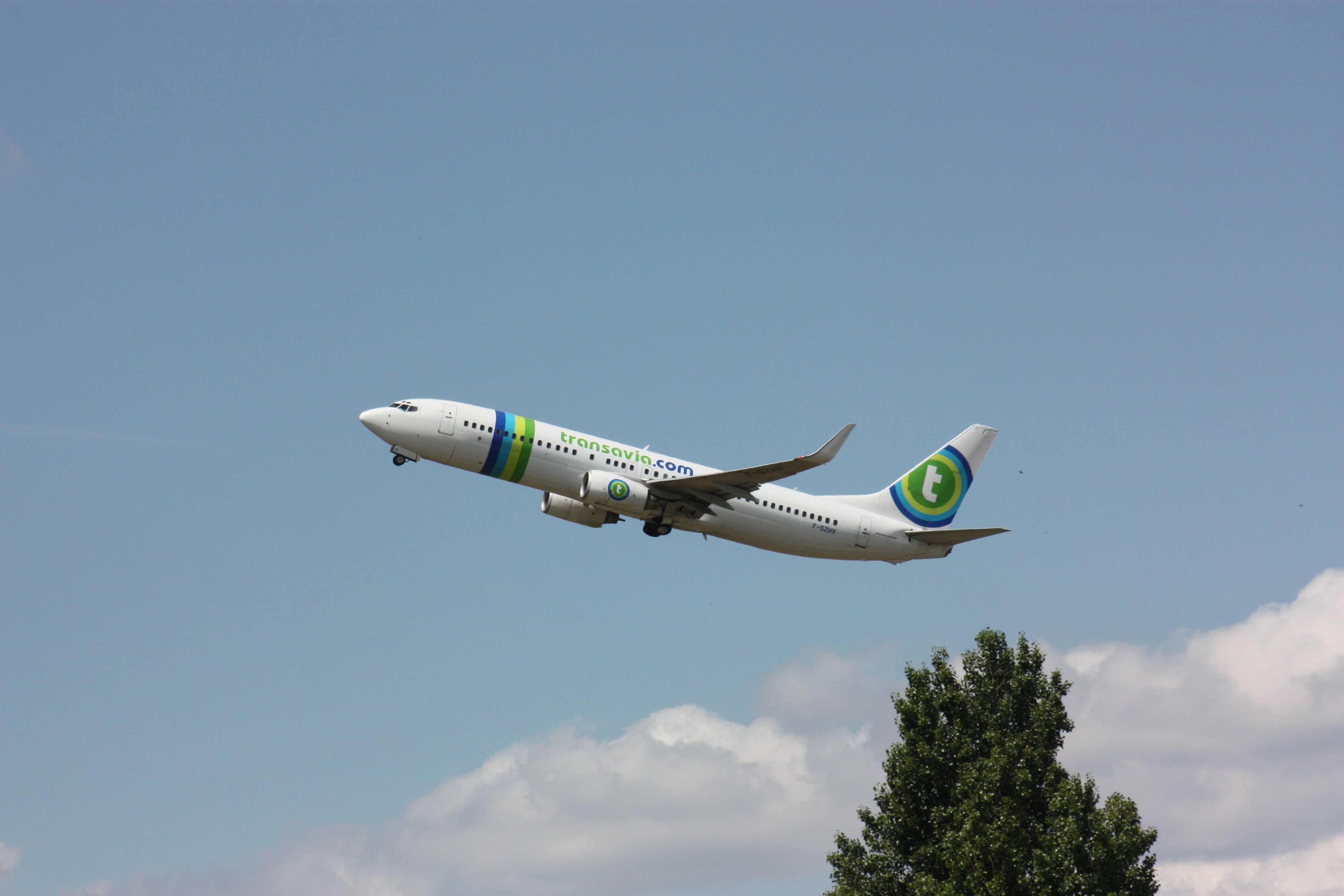
Boeing 737-800 de Transavia.com despegando del aeropuerto parisino de Orly.

Transavia Denmark ApS, también conocida como Transavia.com Denmark y comercializada como transavia.com, fue una aerolínea de bajo coste con base en Dinamarca y como filial del grupo Transavia.com. Su base de operaciones principal era el Aeropuerto de Copenhague. Transavia.com operaba vuelos regulares y charter a destinos vacacionales. Tenía su sede en el aeropuerto de Copenhague en Kastrup.

## Historia
La aerolínea fue fundada y comenzó a operar en 2009. La razón de que iniciase sus vuelos a Dinamarca fue la bancarrota de Sterling Airlines, y la venta de billetes para la nueva compañía de bajo coste comenzó el 7 de noviembre de 2008.

## Flota
La flota de Transavia.com Denmark se compone de las siguientes aeronaves a 1 de diciembre de 2010:
La media de edad de la flota de Transavia.com Denmark es de 7,3 años en enero de 2010.

## Servicio a bordo
Transavia.com ofrece comidasy bebidas que pueden ser adquiridas en vuelo.